# Monument historique (Liban)
Un monument historique est, au Liban, un édifice ou un site qui bénéficie d'une protection légale en raison de son caractère historique ou architectural.
Cette législation est en partie calquée sur le droit français relatif aux monuments historiques, son texte fondateur, l’arrêté n°166/L.R du 7 novembre 1933, ayant été promulgué durant le mandat français. 
Un inventaire de ces monuments, intitulé « Liste officielle libanaise des monuments classés et inscrits monuments historiques et sites », est maintenu par la Direction Générale des Antiquités (en) qui peut en proposer de nouveaux au ministère de la culture (en).